# Combretum hereroense
Combretum hereroense là một loài thực vật có hoa trong họ Trâm bầu. Loài này được Schinz mô tả khoa học đầu tiên năm 1888.